# 张进宝
张进宝（1939年—），男，山东莱芜人，中国人民解放军将领、中国人民解放军武警中将。曾任武警部队副司令员。
1995年，授予中国人民解放军武警中将，